# Cauchyho rovnice dynamické rovnováhy
Cauchyho rovnice dynamické rovnováhy je parciální diferenciální rovnice, která vychází ze zachování hybnosti v kontinuu. Platí pro transport hybnosti v libovolném kontinuu, kde se neuplatňují relativistické jevy.
{\displaystyle \rho \left({\frac {\partial \mathbf {v} }{\partial t}}+\mathbf {v} \cdot \nabla \mathbf {v} \right)=\nabla \cdot {\vec {\vec {\sigma }}}+\mathbf {f} }
Kde {\displaystyle \rho } je hustota kontinua, {\displaystyle {\vec {\vec {\sigma }}}} je tenzor napětí a {\displaystyle \mathbf {f} } je vektor objemových sil, obvykle představovaných gravitací. {\displaystyle \mathbf {v} } je vektorové pole rychlostí kontinua a má za proměnné čas a souřadnice systému.
Po rozložení tenzoru napětí na odborných izotopových a neizotropnú část, získáme:
{\displaystyle \nabla \cdot {\vec {\vec {\sigma }}}=-\nabla p+\nabla \cdot {\vec {\vec {\tau }}}}
Kde {\displaystyle \scriptstyle {\vec {\vec {\tau }}}} je tenzor viskózního (tangenciálního) napětí a {\displaystyle \scriptstyle {p}} je tlak (normálové napětí).
Všechny rovnice popisující nerelativistické kontinuum vycházejí z Cauchyho rovnice dynamické rovnováhy. Cauchyho rovnice dynamické rovnováhy je jednou ze základních rovnic popisujících transportní fenomény. Při praktickém použití narážíme na překážky - analytické vyjádření tenzoru napětí je složité, nebo neznámé, proto se rovnice přímo nepoužívá. Po dosazení patřičného vztahu pro viskozitu dostaneme Navierovu–Stokesovu rovnici.
Pokud je kontinuum ideální (napětí je představováno pouze tlakem), 

ve stacionárním stavu {\displaystyle ({\frac {\partial \mathbf {v} }{\partial t}}=0)} 

a mimo gravitačního působení ({\displaystyle \mathbf {f} =0}) získáme rovnici: 

{\displaystyle \rho \mathbf {v} \cdot \nabla \mathbf {v} =-\nabla p}
Tato rovnice je Bernoulliho rovnice v diferenciálním tvaru a po integraci dostaneme konvenční tvar:
{\displaystyle p_{1}+{\frac {1}{2}}\rho v_{1}^{2}=p_{2}+{\frac {1}{2}}\rho v_{2}^{2}}
Vidíme tak, že Bernoulliho rovnice je důsledkem zachovávání hybnosti v soustavě, pokud vyhovuje některým zjednodušením.

## Odvození Cauchyho rovnice
Napíšeme si zákon síly pro element objemu V, pokud {\displaystyle \Sigma } je plocha, která ho obepíná:
{\displaystyle dma_{i}=dF_{i}\,}
{\displaystyle \rho \int _{V}{\frac {dv_{i}}{dt}}\,dV=\oint _{\Sigma }{\sigma _{ij}}\,dS+\int _{V}f_{i}\,dV}
Po aplikaci Gaussovy-Ostrogradského věty a sečtení všech složek dostaneme
{\displaystyle \rho {\frac {d\mathbf {v} }{dt}}=\nabla \cdot {\vec {\vec {\sigma }}}+\mathbf {f} }
Jelikož vektorové pole rychlosti {\displaystyle \mathbf {v} (\mathbf {r} ,t)} je závislé na poloze i od času, derivuje se složená funkce:
{\displaystyle {\frac {d\mathbf {v} (\mathbf {r} ,t)}{dt}}={\frac {\partial \mathbf {v} (\mathbf {r} ,t)}{\partial t}}+{\frac {\partial \mathbf {v} (\mathbf {r} ,t)}{\partial \mathbf {r} }}{\frac {\partial \mathbf {r} }{\partial t}}={\frac {\partial \mathbf {v} (\mathbf {r} ,t)}{\partial t}}+\nabla \mathbf {v} (\mathbf {r} ,t)\cdot \mathbf {v} (\mathbf {r} ,t)}
Po dosazení do odvozené rovnice zachování:
{\displaystyle \rho \left({\frac {\partial \mathbf {v} }{\partial t}}+\mathbf {v} \cdot \nabla \mathbf {v} \right)=\nabla \cdot {\vec {\vec {\sigma }}}+\mathbf {f} }
Q.E.D.